# دوة تشي (مياندوآب)
دوة تشي هي قرية في مقاطعة مياندوآب، إيران. عدد سكان هذه القرية هو 457 في سنة 2006.